# Чандра Старрап
Чандра Старрап (англ. Chandra Sturrup; нар. 12 вересня 1971) — багамська легкоатлетка, що спеціалізується на спринті, олімпійська чемпіонка 2000 року, срібна призерка Олімпійських ігор 1996 року, чемпіонка світу.

## Кар'єра
| Рік                           | Змагання                      | Місто                         | Місце                         | Дисципліна                    | Примітки                      |
| Представник Багамські Острови | Представник Багамські Острови | Представник Багамські Острови | Представник Багамські Острови | Представник Багамські Острови | Представник Багамські Острови |
| ----------------------------- | ----------------------------- | ----------------------------- | ----------------------------- | ----------------------------- | ----------------------------- |
| 1995                          | Чемпіонат світу               | Гетеборг, Швеція              | 5 (забіги)                    | біг на 100 метрів             | 11.59                         |
| 1996                          | Олімпійські ігри              | Лос-Анджелес, США             | 4                             | біг на 100 метрів             | 11.00                         |
| 1996                          | Олімпійські ігри              | Лос-Анджелес, США             | 6                             | біг на 200 метрів             | 22.54                         |
| 1996                          | Олімпійські ігри              | Лос-Анджелес, США             | 2                             | естафета 4×100 метрів         | 42.14                         |
| 1997                          | Чемпіонат світу в приміщенні  | Париж, Франція                | 2                             | біг на 60 метрів              | 7.15                          |
| 1997                          | Чемпіонат світу               | Афіни, Греція                 | 6 (чвертьфінал)               | біг на 100 метрів             | 23.07                         |
| 1999                          | Чемпіонат світу               | Севілья, Іспанія              | 7                             | біг на 100 метрів             | 11.06                         |
| 1999                          | Чемпіонат світу               | Севілья, Іспанія              | 6 (півфінал)                  | біг на 200 метрів             | 22.75                         |
| 1999                          | Чемпіонат світу               | Севілья, Іспанія              | 1                             | естафета 4×100 метрів         | 41.92                         |
| 2000                          | Олімпійські ігри              | Сідней, Австралія             | 5                             | біг на 100 метрів             | 11.21                         |
| 2000                          | Олімпійські ігри              | Сідней, Австралія             | 5 (чвертьфінал)               | біг на 200 метрів             | 23.21                         |
| 2000                          | Олімпійські ігри              | Сідней, Австралія             | 1                             | естафета 4×100 метрів         | 41.95                         |
| 2001                          | Чемпіонат світу в приміщенні  | Лісабон, Португалія           | 1                             | біг на 60 метрів              | 7.05                          |
| 2001                          | Чемпіонат світу               | Едмонтон, Канада              | 3                             | біг на 100 метрів             | 11.02                         |
| 2003                          | Чемпіонат світу в приміщенні  | Бірмінгем, Велика Британія    | 4 (півфінал)                  | біг на 60 метрів              | 7.24                          |
| 2003                          | Чемпіонат світу               | Париж, Франція                | 2                             | біг на 100 метрів             | 11.02                         |
| 2004                          | Олімпійські ігри              | Афіни, Греція                 | 7 (чвертьфінал)               | біг на 100 метрів             | 11.46                         |
| 2004                          | Олімпійські ігри              | Афіни, Греція                 | 4                             | естафета 4×100 метрів         | 42.69                         |
| 2005                          | Чемпіонат світу               | Гельсінкі, Фінляндія          | 5                             | біг на 100 метрів             | 11.09                         |
| 2005                          | Чемпіонат світу               | Гельсінкі, Фінляндія          | —                             | естафета 4×100 метрів         | DNF                           |
| 2007                          | Чемпіонат світу               | Токіо, Японія                 | 6 (півфінал)                  | біг на 100 метрів             | 11.22                         |
| 2008                          | Олімпійські ігри              | Пекін, Китай                  | 5 (півфінал)                  | біг на 100 метрів             | 11.22                         |
| 2009                          | Чемпіонат світу               | Берлін, Німеччина             | 7                             | біг на 100 метрів             | 11.05                         |
| 2009                          | Чемпіонат світу               | Берлін, Німеччина             | 2                             | естафета 4×100 метрів         | 42.29                         |
| 2010                          | Чемпіонат світу в приміщенні  | Доха, Катар                   | 5                             | біг на 60 метрів              | 7.16                          |
| 2012                          | Чемпіонат світу в приміщенні  | Стамбул, Туреччина            | 5                             | біг на 60 метрів              | 7.19                          |
| 2012                          | Олімпійські ігри              | Лондон, Велика Британія       | 5 (забіги)                    | естафета 4×100 метрів         | 43.07                         |